# Простите нас
«Прошу прощения» (арм. Հայեր, ներեցեք մեզ, тур. Özür Diliyorum, букв. Я прошу прощения) — акция, проводящаяся в Турции представителями турецкой интеллигенции, в которой они просят прощения за то, «что Великая Катастрофа, которой подверглись армяне Османской империи в 1915 году, сталкивается с безразличием и отрицанием».

## Суть акции
Инициаторами кампании являются профессор Ахмед Инсель, журналист Дженгиз Актар, профессор Баскын Оран, журналист Али Байрамоглу и ещё 300 представителей академических кругов Турции, журналистов, общественных деятелей.
15 декабря 2008 года они разместили на сайте www.ozurdiliyoruz.com петицию, в которой, в частности, говорится:

Моя совесть не может примириться с тем, что Великая катастрофа, которой подверглись армяне Османской империи в 1915 году, сталкивается с безразличием и отрицанием. Я не могу смириться с такой несправедливостью. Я сочувствую переживаниям и горю своих армянских братьев и сестёр, и прошу и у них прощения.

В первые 24 часа после публикации письма под ним подписалось около 8000 человек. К середине 2013 года под петицией подписалось около 29504 человек.

### Уголовное расследование
Стоит отметить, что на сегодняшний день по статье 301 Уголовного Кодекса Турции (оскорбление турецкой нации) прокуратура возбудила уголовное дело по отношению к тем, кто подписался под петицией. Но через некоторое время, согласно заключению турецкой прокуратуры, «Предварительным расследованием было установлено, что нет оснований для уголовного преследования, так как право выражать противоположные мнения защищено законом и является нормой в демократических обществах».
Инициаторов этой акции уже осудили[кто?] и назвали «предателями и фашистами». По данным источников, националистические силы Турции, при поддержке турецких военных сил, готовы всячески препятствовать действиям инициаторов акции и применить силу в отношении тех представителей турецкой интеллигенции, которые присоединились к акции «Прошу прощения».

## Мнения
Жан Экиян (французский журналист):
Эта акция пересмотра прошлого Турции хорошо организована и в ней активно участвует молодёжь. Несмотря на сомнения многих, инициаторы акции продолжают верить, что правительство Турции в состоянии преодолеть создавшийся в стране кризис.
Реджеп Тайип Эрдоган, президент Турции:
Мы не совершали этого преступления, нам не за что извиняться. Кто виноват, тот может принести извинения. Однако у Турецкой Республики, у турецкой нации таких проблем нет.
Брайан Ардуни (Исполнительный директор Армянской Ассамблеи Америки):
«Извинения со стороны турецкого общества — это первый шаг, который обязательно приведет к тому, что Турция, наконец-то, встретится лицом к лицу со своим прошлым и признает Геноцид армян».
«Настало время, когда турецкие власти должны перейти от слов к делу, начать реформирование своих законов и прекратить кампанию по отрицанию Геноцида армян».